# Sint-Amanduskerk (Viane)

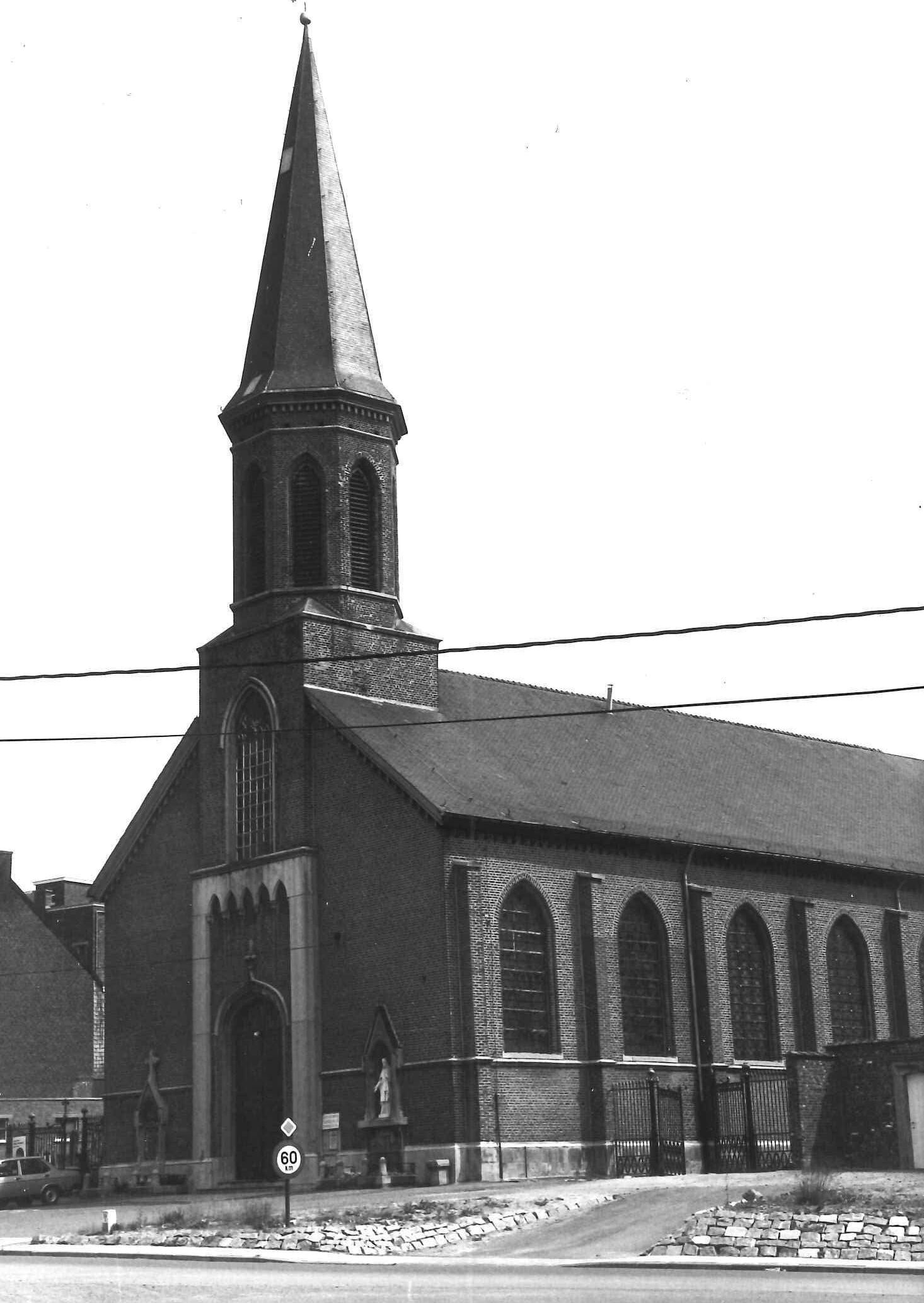
Sint-Amanduskerk

De Sint-Amanduskerk is de parochiekerk van de tot de Oost-Vlaamse gemeente Geraardsbergen behorende plaats Viane, gelegen aan de Edingseweg 539.

## Gebouw
Deze naar het zuiden georiënteerde kerk werd gebouwd in 1843. Het betreft een eenvoudig driebeukig bakstenen kerkgebouw in neogotische stijl. De ingebouwde toren bevindt zich aan de voorgevel en deze heeft een achtkante klokkenverdieping.

## Interieur
De zijaltaren zijn 18e-eeuws en in barokstijl. De 18e-eeuwse preekstoel is in Lodewijk XVI-stijl. Het doopvont is 17e-eeuws en het overige kerkmeubilair is 19e-eeuws en in neogotische stijl.